# عملات سلالة لياو

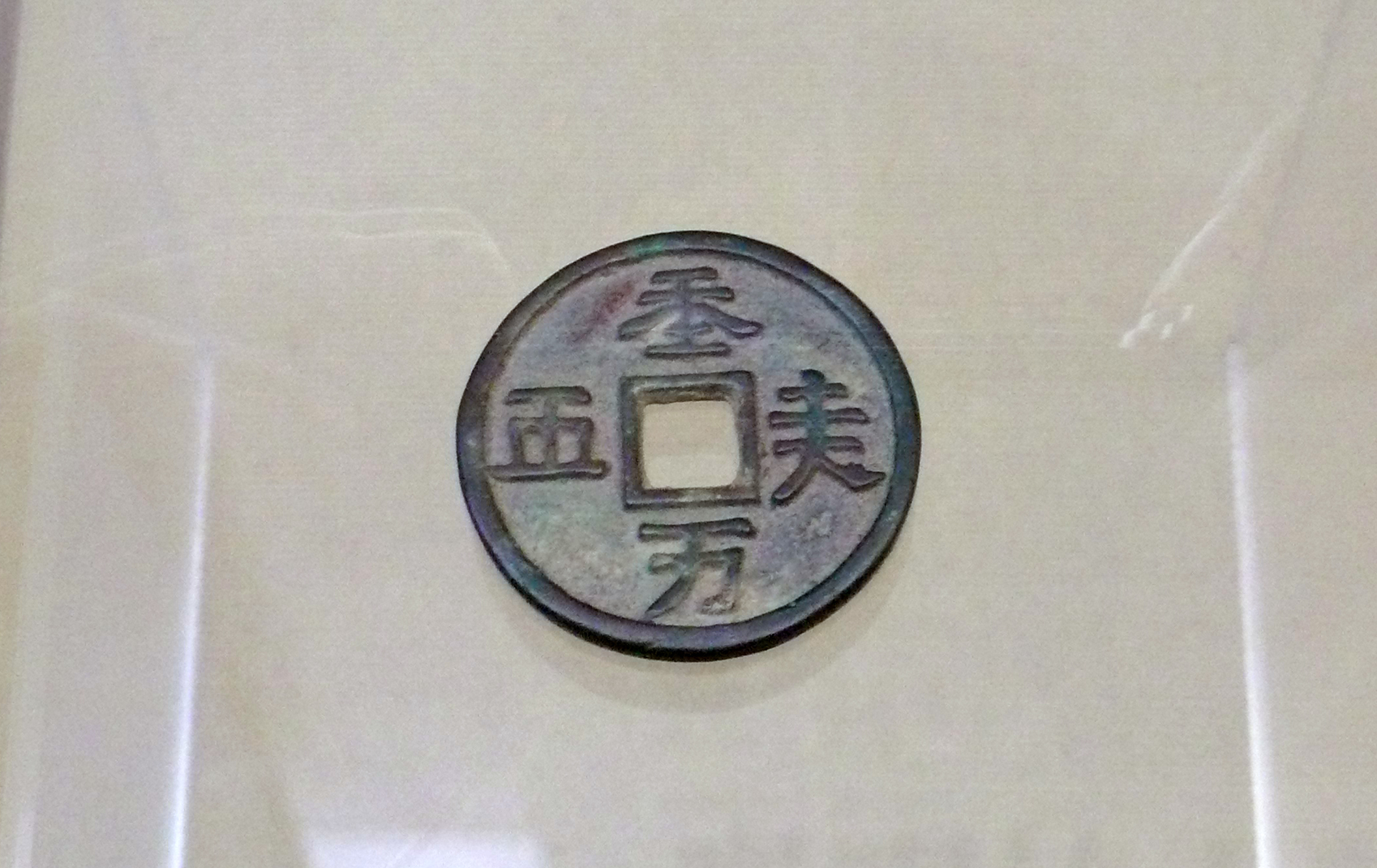
عملة من عهد أسرة لياو تحمل نقشًا مكتوبًا بخط خيتان كبير الحجم معروضة في المتحف الوطني للكتابة الصينية.

كانت سلالة لياو سلالة صينية بقيادة الخيتان والتي حكمت أجزاء من شمال الصين، ومنشوريا، وهضبة منغوليا، وشمال شبه الجزيرة الكورية، وما يُعرف الآن بالشرق الأقصى الروسي من عام 916 حتى عام 1125 عندما غزتها سلالة جين. فرت بقايا بلاط لياو غربًا وأنشأت سلالة لياو الغربية والتي ضمتها بدورها الإمبراطورية المغولية في عام 1218.
كانت عملات سلالة لياو تعتمد على العملات النقدية لسلالة سونغ ولكنها تميل عمومًا إلى أن تكون ذات جودة أقل، ولم تنتج عملات سلالة لياو المبكرة إلا نادرًا وليس قبل عهد الإمبراطور شينغ زونغ (1031-1055).
يمكن قراءة عملات سلالة لياو (مثل بعض عملات سلالة سونغ المعاصرة) من أعلى إلى أسفل إلى يسار (في اتجاه عقارب الساعة)، ولكن على عكس عملات سونغ لم تظهر أبدًا من أعلى إلى أسفل إلى يمين إلى يسار. ظهرت عملات عصر أسرة لياو بالخط الصيني والخط الخيتان. تميل العملات المعدنية المكتوبة بخط خيتان إلى أن يكون لها ترتيب أحرف مختلف، على الرغم من أن هذه العملات المعدنية لم تكن مخصصة للتداول.
كانت العملات النقدية في عهد أسرة لياو تُصنع من سبيكة نحاسية حمراء اللون. كانت هذه النصوص عادةً بدائية وغير متساوية في الصياغة وذات خط رديء.
تعتبر عملة لياو نادرة للغاية مقارنة بعملات أسرة سونغ. في حين أن سلالة سونغ أنتجت ملايين الخيوط من وين سنويا، فإن الخيتانيين لم يتجاوزوا أبدا 500.

## تاريخ

### العملات الخيتانية المبكرة
ذكرت غالبية العملات المعدنية التي استردت في السجلات من عام 1021، قبل ذلك العام لم يكن من الواضح أي عملة إنتجت على الرغم من أن السجلات الخيتانية اللاحقة تذكر أن الإمبراطور تايزونغ من لياو روج لعلم المعادن وسك العملات المعدنية. لقد أثبتت الأبحاث النقدية والأثرية حتى الآن عدم وجود أدلة قاطعة على إنتاج أي عملات معدنية خلال الأيام الأولى من عهد أسرة لياو.
تشير الفرضيات الشائعة إلى أن العملات الخام كانت تُنتج في المناطق الزراعية الجنوبية من سلالة لياو (التي ضمت فقط في عام 938)، إلا أن مؤرخي سلالة لياو كارل أوغست ويتفوغل وفينج تشيا شينج اعتبروا هذا الأمر غير محتمل. استمرت المحافظات الجنوبية الستة عشر في إنتاج وتبادل العملات الصينية القديمة ، بينما في المناطق الشمالية من سلالة لياو، استمر المقايضة واستخدام العملة الصينية حتى عهد الإمبراطور شينغ زونغ.

### التحرك نحو اقتصاد قائم على النقود

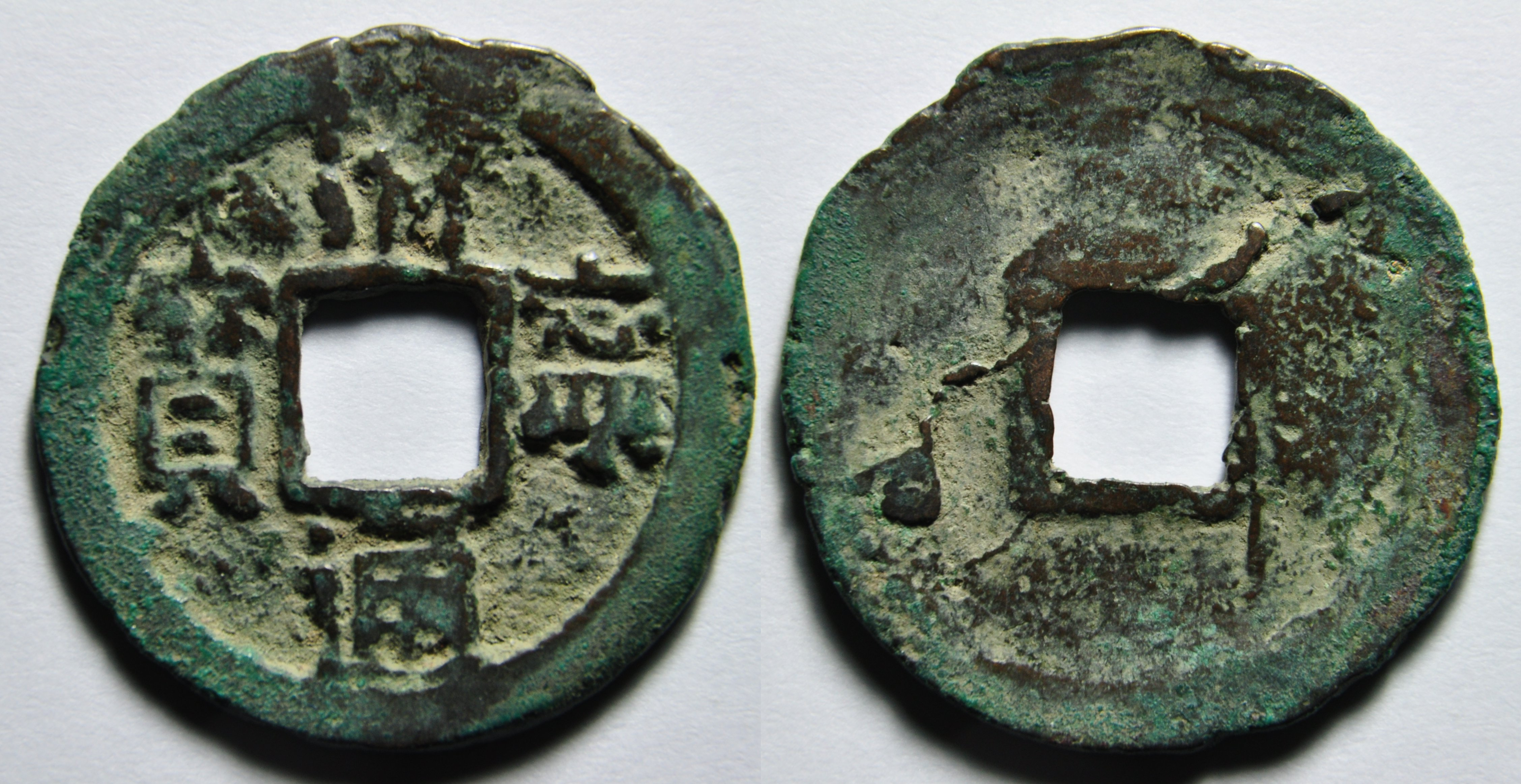
تشينغ نينغ تونغ باو (عملة)، وهي عملة من عهد أسرة لياو تحمل نقشًا صينيًا.

بحلول نهاية القرن العاشر، افتتحت المزيد من مناجم النحاس وعثر على وفرة من العملات القديمة مما أدى إلى زيادة العملات المتداولة، وفي عهد داو زونغ ارتفع إنتاج العملات إلى 500 سلسلة في السنة (أو 500000 عملة نقدية). بدأت العديد من عملات النحاس من عهد أسرة سونغ في دخول أسرة لياو، غالبًا كمدفوعات مقابل الملح ومنتجات التصدير الأخرى من لياو. تبادلوا العملات النحاسية من عهد أسرة سونغ مع العملات الحديدية للياو في منطقة الحدود التي أنشئت كإجراء وقائي لمنع عملات لياو النحاسية الأكثر قيمة من مغادرة البلاد.
بحلول بداية القرن الثاني عشر، كان عدد عملات سونغ المتداولة في عهد أسرة لياو أكبر من العملات المحلية، وهذا ينطبق أيضًا على المناطق الشمالية حيث ظلت العملات الصينية نادرة في السابق، وكان هذا واضحًا من حقيقة أن دائرة دونغجينغ كانت قادرة على جمع 400 مليون عملة نقدية كجزء من برنامجها الضريبي بنسبة 10٪ (على الرغم من معاناتها من انخفاض الصادرات بسبب سياسات لياو المناهضة لبالهاي)، مما يثبت أن تدفق عملة أسرة سونغ كان مسؤولاً عن خلق اقتصاد قائم على النقود أكثر من جهود حكومة لياو نفسها. وعلى نحو مماثل، جمعت دائرة تشونغجينغ 200 مليون خلال ستة أشهر، في حين ظل دخل شيجينغ ضئيلاً. كانت نانجينغ (بكين الحالية) أغنى منطقة بدخل سنوي قدره 5,492,906,000 قطعة نقدية كما ورد في عام 1123 على ضريبة بنسبة 10٪.
على الرغم من أنه من المرجح أن تكون هذه الدخول الضريبية أصغر بكثير حيث تضخمت هذه الأرقام بسبب قيام الحكومة بتحصيل المزيد من الضرائب لنفقاتها العسكرية حيث كان دخلها في وقت السلم أقل بكثير. ومن الاحتمالات الأخرى أن تكون هذه الأرقام مبالغ فيها هو أن المقايضة كانت لا تزال سائدة في منطقة لياو القبلية (جميع الدوائر باستثناء نانجينغ)، وخلال الأزمة الاقتصادية في نانجينغ عام 1118، سددت المدفوعات بالحرير بدلاً من العملات النحاسية.

### السياسة النقدية لسلالة لياو

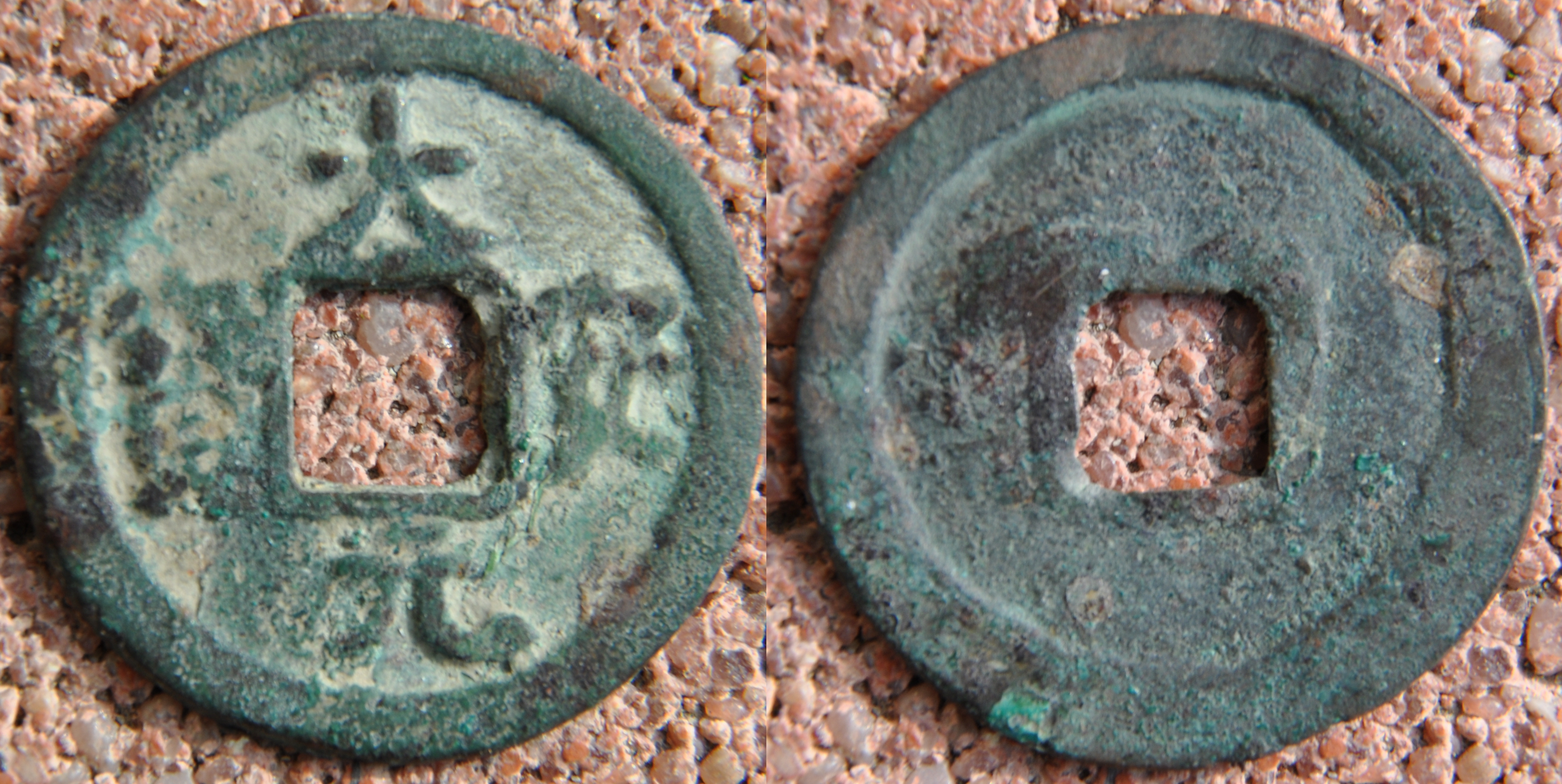
عملة Da An Yuan Bao (大安元寶)، تميل عملات Yuan Bao إلى أن تكون أثقل من عملات Tong Bao (通寶).

لمدة قرنين من الزمان، ظلت عملات أسرة لياو تزن نفس الوزن حتى إصدار أول سلسلة من عملات يوان باو (元寶)، وكانت الجيلان التاليان من العملات أخف وزنًا مما دعا إلى الإنتاج الخاص الذي حظرته حكومة لياو. أصبحت العملات المعدنية الأخف وزناً مفضلة خلال فترة دا آن كإجراء ضد تدفق العملة إلى بلدان أخرى، على الرغم من أن لياو بدأت في إنتاج عملات معدنية أثقل مرة أخرى في عهد تيانزو (الإمبراطور الأخير)، إلا أن هذا لم يوقف التضخم الذي كان سببه نقص السلع وليس نقص الجودة في العملات المعدنية. على عكس ما فعله الصينيون خلال عهد أسرتي هان وتانغ، لم يلجأ الخيتانيون أبدًا إلى خفض جودة عملاتهم المعدنية، حيث لم يكن لديهم أي تحريض على تخفيض قيمتها. كان السبب الرئيسي وراء ذلك هو أن غالبية الثروة في البلاد كانت مملوكة للعائلة الإمبراطورية، ونبلاء الخيتان، والماندرين الصينيين الذين كانوا سيعانون أكثر من غيرهم من التضخم، حيث لم تكن هناك طبقة رجال أعمال مؤثرة مثل تلك التي هددت السلطات الصينية.

## قائمة العملات المعدنية التي أنتجتها سلالة لياو
كانت العملات المعدنية التي أنتجها الخيتانيون هي:
| Inscription         | Traditional Chinese | Simplified Chinese | Years of minting | Emperor   | Image |
| ------------------- | ------------------- | ------------------ | ---------------- | --------- | ----- |
| تيان زان تونغ باو   | 天贊通寶            | 天赞通宝           | ?–927            | تايزونغ   |       |
| تيان شيان تونغ باو  | 天顯通寶            | 天显通宝           | 927–937          | تايزونغ   |       |
| هوي تونغ تونغ باو   | 會同通寶            | 会同通宝           | 938–947          | تايزونغ   |       |
| تيان لو تونغ باو    | 天祿通寶            | 天禄通宝           | 947–951          | شيزونغ    |       |
| يينغ لي تونغ باو    | 應曆通寶            | 应历通宝           | 951–969          | موزونغ    |       |
| باو نينغ تونغ باو   | 保寧通寶            | 保宁通宝           | 969–982          | جينغزونغ  |       |
| تونغ هي يوان باو    | 統和元寶            | 統和元宝           | 983–1011         | تشينغزونغ |       |
| تشونغ شي تونغ باو   | 重熙通寶            | 重熙通宝           | 1032–1055        | شينجزونغ  |       |
| تشينغ نينغ تونغ باو | 清寧通寶            | 清宁通宝           | 1055–1064        | داوزونغ   |       |
| شيان يونغ تونغ باو  | 咸雍通寶            | 咸雍通宝           | 1065–1074        | داوزونغ   |       |
| دا كانغ تونغ باو    | 大康通寶            | 大康通宝           | 1074–1084        | داوزونغ   |       |
| دا كانغ يوان باو    | 大康元寶            | 大康元宝           | 1074–1084        | داوزونغ   |       |
| دا آن يوان باو      | 大安元寶            | 大安元宝           | 1085–1094        | داوزونغ   |       |
| شو تشانغ يوان باو   | 壽昌元寶            | 寿昌元宝           | 1095–1101        | داوزونغ   |       |
| تشيان تونغ يوان باو | 乾統元寶            | 乾统元宝           | 1101–1110        | تيانزو    |       |
| تيان كينغ يوان باو  | 天慶元寶            | 天庆元宝           | 1111–1120        | تيانزو    |       |

### العملات التذكارية
| نقش                | الصينية التقليدية | الصينية المبسطة | الإمبراطور | صورة |
| ------------------ | ----------------- | --------------- | ---------- | ---- |
| تشيان تشيو وان سوي | 秋萬歲            | 秋万岁          | تايزونغ    |      |
| دا لياو تيان تشينغ | 大遼天慶          | 大辽天庆        | داوزونغ    |      |

## أرقام سك العملة
لم تُنتج سلالة لياو الكثير من العملات النقدية، إذ لم يتجاوز إنتاجها السنوي حوالي 500,000 عملة نقدية، لذا يُرجّح أن عملات سلالة سونغ النقدية كانت لا تزال تُستخدم على نطاق واسع خلال سلالة لياو. ولأن شعب خيتان لم يُسكّوا سوى عدد قليل جدًا من العملات، ولم يكن كل إمبراطور يُسكّ عملات تحمل أسماء عصور، فقد ظهرت عملات خيتان مزورة منذ سلالة تشينغ. في بداية القرن الحادي والعشرين، ظهر عدد كبير من عملات لياو القديمة المزورة في بر الصين الرئيسي، وكثير منها غير موجود في التاريخ.

## سلالة لياو الغربية
لقد نسب علماء من سلالة تشينغ لفترة طويلة العملات النقدية جانتيان يوانباو (感天元寳) وكانجغو تونغباو (康國通寳) إلى أنها صدرت من قبل خانات قره خيتاي، وقد كرر هذا الأمر علماء من العالم الغربي والصين دون أدنى شك حتى اكتشفت الأبحاث اللاحقة أن هذا كان مجرد أسطورة. ومع ذلك، فإن ما يسمى بـ "جانتيان يوانباو" قد يكون مجرد تفسير خاطئ لتيانجان يوانباو (天感元寳) من سلالة لي في فيتنام. خلال هذه الفترة، كان الخيتانيون يسكّون العملات المعدنية التي تحمل أسماء العصور فقط. يُشتبه في أن خانات قره خيتاي أنتجت عملات معدنية مستديرة تحمل نقوشًا باللغة الفارسية في الأوزجاند ( أوزكند الحالية، قيرغيزستان)، إلا أن نسب هذه العملات المعدنية لا يزال غامضًا ويثير نقاشًا بين علماء العملات. على الرغم من حقيقة أنه لفترة طويلة لم يكن من الممكن نسب العملات النقدية إلى خانات قره خيتاي، إلا أن العديد من المزورين المعاصرين في البر الرئيسي للصين أنتجوا "عملات نقدية خيالية من سلالة لياو الغربية" باستخدام ألقاب حكم خانات لياو الغربية.

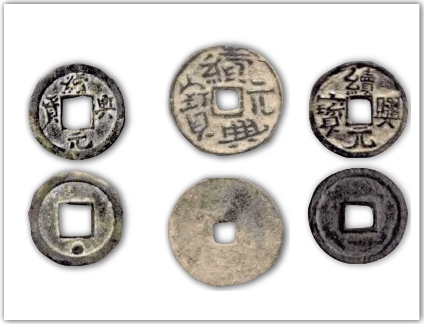
Xuxing Yuanbao(續興元寶) تأسست في قيرغيزستان

نُسبت تقليد العملات النقدية Kaiyuan Tongbao (開元通寳)، وQianyuan Zhongbao (乾元重寳)، و Zhouyuan Tongbao (周元通寶) من سلالتي Tang و Zhou اللاحقة، على التوالي، إلى خانات قارا خيتاي ولكن إنتاجها كان نادرًا. في نوفمبر 2008 اكتشفت بعض العملات النقدية الصينية غير العادية في موقع آق بشيم في قيرغيزستان والذي يقع بالقرب من ما كان موقع مدينة سوياب القديمة. في البداية، كان من المفترض أن تحمل هذه العملات النقدية نقش "جيشينغ يوانباو" (績興元寳)، نظرًا لأن طريقة تصنيع هذه العملات كانت بدائية إلى حد ما وخطها رديء بالإضافة إلى أن لقب الحكم جيشينغ غير معروف في التأريخ الصيني، استنتج العلماء أن هذه العملات النقدية يجب أن تنتج محليًا. في البداية، افترض أن هذه العملات المعدنية كانت في الواقع تعويذات تشبه العملات المعدنية، ولكن في أكتوبر 2010، عثر على عملة أخرى تحمل هذا النقش في موقع Qara-Jigach ( Tarsakent القديمة)، وكان نقش هذه العملة أكثر قابلية للقراءة مما صحح الافتراضات السابقة وتأكدوا من أن هذه السلسلة تحمل نقش "Xuxing Yuanbao" (續興元寳)، في فبراير 2011 اكتشفت عملة نقدية أخرى من نوع Xuxing Yuanbao في قيرغيزستان في موقع ما كان يُعرف سابقًا بالمدينة القديمة Navekat (Nawikath) في Krasnaya Rechka الحديثة مما أكد أنها كانت في الواقع أشياء نقدية.

## تعاويذ العملات المعدنية من سلالة لياو

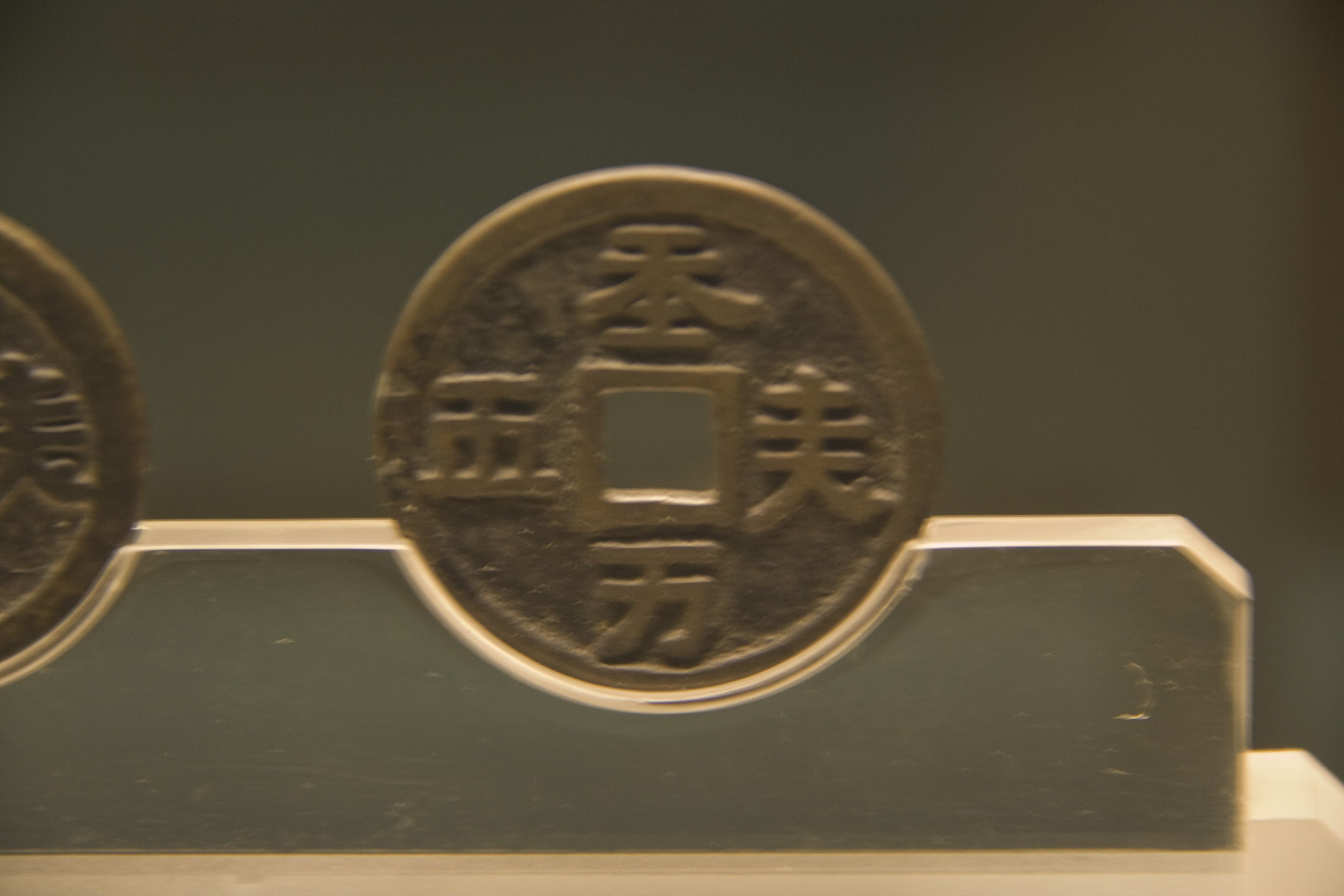
عملة ذهبية من عهد أسرة لياو تحمل نقشًا مكتوبًا بخط خيتان كبير الحجم معروضة في متحف شنغهاي.

تعويذات سلالة لياو هي تعويذات نقدية صينية إنتجت خلال سلالة لياو الخيتانية والتي كتبت بخط الخيتان، وعلى عكس عملات سلالة لياو، كانت تُقرأ عكس اتجاه عقارب الساعة. نظرًا لأن النص الخيتان لم تفك شفرته بالكامل، فإن هذه التعويذات النادرة غير مفهومة تمامًا من قبل الخبراء المعاصرين. بعض تعويذات عصر أسرة لياو لم تكن تحتوي على أي نقوش على الإطلاق، ولم تفهم جيدًا حيث ربما قام شعب الخيتان بتفسير بعض الرموز بشكل مختلف عن الصينيين. أحد أكثر تعويذات سلالة لياو شهرة هي تعويذة "أم الأبناء التسعة"، والتي لا تحمل أي نقش. وهو يصور ثلاث مجموعات من ثلاثة أشخاص يُعتقد أنهم أبناء المرأة التي تركب تنينًا على الجانب الآخر؛ ويُعتقد أن المجموعات الثلاث ترمز إلى المستويات الثلاثة لنظام الامتحان الإمبراطوري. تقترح فرضية أحدث أن الشخص الذي يركب التنين هو الإمبراطور الأصفر العائد إلى السماء وأن هؤلاء الأشخاص يمثلون المقاطعات التسع (九州).
- في 15 مايو 1977، عثر على عملة نقدية عليها كتابة خيتان كبيرة على بعد كيلومتر واحد غرب "موقع لياو شانغجينغ"، الواقع في ليندونج، باارين، بانر الأيسر، منغوليا الداخلية بواسطة شي يويلان.[12][13] نقش العملة، ، فسرت بمعنى تيان تشاو وان شون (天朝萬順، "السلالة السماوية - عدد لا يحصى من [الشؤون] مواتية").[12] علاوة على ذلك، في عام 1977 اكتشفت عملة نقدية أخرى من نوع تيانتشاو وانشون في الموقع، وكانت هذه النسخة فضية اللون مع ثمانية أحرف خيتان محفورة على جانبها الخلفي.[14]
- خلال التسعينيات، اكتشفت عملة نقدية ذهبية صغيرة Tianchao Wanshun (天朝萬順) في Hexigten Banner، منغوليا الداخلية.[14] يقرأ نقش العملة النقدية عكس اتجاه عقارب الساعة.[14] في عام 2017، قُدِّرت قيمتها السوقية بما يتراوح بين 460,000 و600,000 ين.[14]